# Supertramp
Supertramp és una banda britànica de rock formada el 1969 sota el nom de Daddy. A principis de l'any 1970 van canviar aquest nom pel de Supertramp. Encara que la seva música es va categoritzar inicialment com a rock progressiu, més tard van incorporar una combinació de rock tradicional i art rock en la seva música. El treball de la banda està marcat per la composició dels seus fundadors, Rick Davies i Roger Hodgson, per la inconfusible veu d'aquest últim i també per l'ús prominent del piano elèctric Wurlitzer i del saxofon. Malgrat l'èxit comercial, els seus membres mai van arribar a ser estrelles del rock. Es deia, en el cim de la seva popularitat, que Supertramp era el grup musical amb més vendes del món els membres del qual podien passejar pel carrer sense ésser reconeguts.
Mentre que els primers treballs de la banda eren principalment rock progressiu, varen gaudir de més èxit comercial quan a mitjans dels 70 van incorporar en els seus treballs elements més convencionals i propers a la ràdio fórmula arribant a vendre més de 60 milions de discos. Van aconseguir el seu cim comercial el 1979 amb Breakfast in America, del qual s'han venut més de 20 milions de còpies.
Tot i que els seus àlbums eren més exitosos que no els seus senzills, Supertramp va gaudir de diversos grans èxits al llarg dels '70 i dels '80 com, per exemple, Dreamer, Bloody Well Right, Give a Little Bit, The Logical Song, Breakfast in America, Goodbye Stranger, Take the Long Way Home, It's Raining Again i Cannonball. La banda va aconseguir una popularitat important als Estats Units, Canadà, la major part d'Europa, Sud-àfrica, Austràlia i Brasil. Des de la marxa de Hodgson el 1983, Rick Davies, l'altre membre fundador, ha liderat el grup.

## Història

### Els inicis (1969-1972)
El 1969, Stanley August Miesegaes, un milionari holandès conegut en el seu entorn com a Sam, va deixar de proporcionar suport financer a una banda anomenada The Joint, decebut dels seus resultats musicals, i va oferir llavors a Rick Davies, el teclista de Swindon, l'oportunitat de formar la seva pròpia banda, de nou amb el seu suport financer, ja que considerava que el seu talent havia estat "atabalat" pel seu anterior grup. Davies va reunir a Roger Hodgson (baix i veu), Richard Palmer (guitarres i veu) i Keith Baker (percussió) després de publicar un anunci al diari musical setmanal Melody Maker, oferint una «autèntica oportunitat»
Davies i Hodgson tenien orígens i inspiracions musicals radicalment diferents: Davies era de classe treballadora i les seves preferències eren el blues i al jazz, mentre que Hodgson havia passat directament de l'escola privada anglesa al negoci de la música i es decantava per la música pop. Malgrat això, es van caure bé i van començar a escriure pràcticament totes les seves cançons junts, amb Palmer com a tercer escriptor. Mentre Hodgson i Davies componien la música Palmer s'encarregava de les lletres.

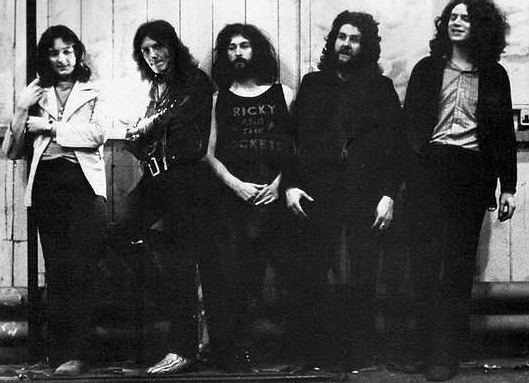
Supertramp1971

El grup es va anomenar inicialment "Daddy". Baker va ser reemplaçat gairebé immediatament per l'ex actor escènic Robert Millar (n. 1950), i després de diversos mesos d'assajar en una casa de camp a West Hythe (Kent, Gran Bretanya), la banda va volar a Múnic per a una sèrie de concerts al PN Club situat al carrer Leopoldstrasse. El 14 de Desembre de 1970, una actuació de 10 minuts de la cançó de Bob Dylan "All Along The Watchtower" va ser filmada per Haro Senft amb la resta de pel·lícula de 35mm que li havia sobrat del seu film “Fegefeuer” (que es va convertir en el documental "Daddy: Portrait 1970"). Els assajos havien estat menys productius, i el seu repertori inicial constava de només quatre cançons, dues de les quals eren versions. Per evitar confusions amb el grup folk de nom semblant, els Daddy Longlegs, Palmer els va convèncer per a canviar-se'l pel de Supertramp, prenent-lo de la novel·la escrita el 1910 per W. H. Davies The Autobiography of a Supertramp (Autobiografia d'un súper-rodamón).
Supertramp va ser un dels primers grups en signar contracte per la discogràfica britànica d'A&M Records i el seu primer àlbum, Supertramp, es va publicar el 14 de juliol de 1970 al Regne Unit i Canadà (no es publicaria als Estats Units fins a finals del 1977). Estilísticament, l'àlbum era prou típic del rock progressiu de l'època. Tot i haver rebut molts elogis de la crítica, va tenir un resultat comercial discret. Dave Winthrop (flauta i saxofon) es va incorporar al grup després del llançament del primer disc i poc després Supertramp va actuar al Festival Isle of Wight de 1970. Els canvis van continuar durant els sis mesos posteriors al llançament de l'àlbum: Palmer va deixar la banda seguit de Millar, que havia patit una crisi nerviosa després d'una desastrosa gira per Noruega.
Per al següent àlbum, Indelibly Stamped, es va presentar un enfocament més comercial i un disseny de portada més atrevit. Supertramp es va erigir a si mateixa com una banda de «culte». Llançat el juny de 1971 tant al Regne Unit com als Estats Units, Frank Farrell (baix) i Kevin Currie (percussió) van substituir Palmer i Millar, mentre que Hodgson va canviar el baix per la guitarra i Davies va actuar com a segon cantant principal. Amb la partida de Palmer, Hodgson i Davies van escriure i compondre per separat per a aquest i els posteriors àlbums de la banda. El disc va vendre fins i tot menys que el del seu debut. A conseqüència del sonat fracàs, tots els membres van anar abandonant el grup gradualment, tret de Hodgson i Davies, i Miesegaes va retirar el seu suport financer a l'octubre de 1972.
Hodgson i Davies van haver de començar novament des de zero. Una recerca exhaustiva de recanvis va portar a Dougie Thomson, Bob Siebenberg i John A. Helliwell; aquesta composició marcaria l'etapa més popular, reeixida i definitòria del grup.

### La fórmula de l'èxit (1973-1978)
La recerca de nous membres va incorporar Dougie Thomson, que havia realitzat concerts amb el grup gairebé un any abans de reprendre les gravacions. El 1973, el grup es va ampliar amb Bob Siebenberg (bateria) i John Helliwell (saxofon i instruments de vent i teclats), que van completar la nova formació, vigent durant els següents deu anys. Hodgson també va començar a tocar el piano de cua i el teclat Wurlitzer a més que en directe van disposar d'altres teclats amb els quals van crear les ambientacions orquestrals característiques de la seva música.
Mentrestant, el vincle entre Davies i Hodgson va començar a afeblir-se gradualment. El juliol del 1972, Hodgson va consumir LSD per primera vegada i en va oferir a Davies, qui es va negar a consumir-ne. En una carta a Miesegaes, Hodgson va descriure l'experiència com «el dia més feliç de la meva vida» i va expressar la seva ansietat pel fet que Davies no en prengués. Anys després, Hodgson va descriure aquesta divergència en les seves experiències com l'arrel de la seva ruptura. Durant la història de Supertramp, la relació entre Davies i Hodgson va ser amistosa però amb estils de vida i inclinacions musicals cada vegada més distants i menys solapades. En aquest sentit, la seva associació compositiva es va anant diluint a poc a poc i, encara que totes les cançons van ser acreditades oficialment a tots dos, la majoria van ser compostes i escrites individualment per Davies o per Hodgson.
Crime of the Century, publicat el 1974, va ser el començament de l'èxit comercial i de crítica, arribant al número quatre a Anglaterra a la llista UK Albums Chart i a la primera posició en la llista de discos més venuts de Canadà gràcies al single Dreamer. Crime of the Century va subratllar l'ambició de el grup, amb moltes cançons fortament orquestrades i temes on Davies i Hodgson van compartir la veu principal, com "School" i "Dreamer". La publicació de Dreamer com a senzill, va arribar a el top 20 al Regne Unit, mentre que la seva cara B, Bloody Well Right, va aconseguir el top 40 als Estats Units el maig de 1975. Siebenberg declararia després que va pensar que la banda havia arribat al seu sostre en aquest tercer àlbum, però el veritable èxit comercial encara estava per arribar.
Amb un àlbum d'èxit en el seu haver, les pressions sobre Supertramp van augmentar, i el seu successor, Crisis? What Crisis ? (1975), es va gravar en els pocs mesos de descans entre dues gires. Com a conseqüència, la majoria del material va consistir en descarts de Crime of the Century, i dècades més tard va ser considerat pel mateix grup com un dels seus pitjors treballs. Tot i els dubtes originats, Crisis? What Crisis? va ser ben rebut per la crítica i va arribar al lloc vintè en la llista britànica UK Albums Chart i al 44 en la nord-americana Billboard 200.
El següent àlbum, Even in the Quietest Moments, va ser publicat a l'abril de 1977 al costat del senzill "Give a Little Bit", nombre quinze als Estats Units i vint-i-nou al Regne Unit. Igual que amb anterioritat, l'àlbum va obtenir un major èxit que els senzills, i Even in the Quietest Moments va arribar al lloc setze en la llista Billboard 200 i al dotze a la llista de discos més venuts del Regne Unit. Durant aquest període, el grup va traslladar la seva residència a Los Angeles, Califòrnia. La banda aniria canviant el seu estil progressiu dels primers discs cap a un so pop més orientat a les cançons.

### Tocant el cel amb Breakfast in America (1979-1983)

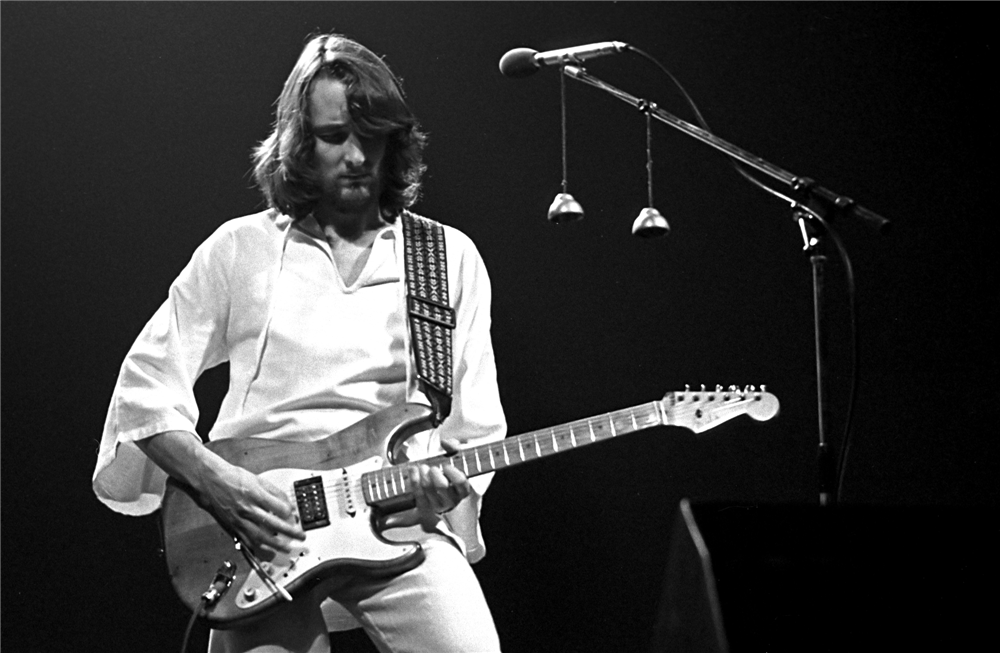
Supertramp - Roger Hodgson (1979)

L'enfocament d'un so més orientat al pop va permetre que Supertramp aconseguís el seu major èxit amb Breakfast in America, publicat al març de 1979, que va aconseguir el tercer lloc al Regne Unit i va arribar al número 1 de les llistes de Canadà i dels Estats Units, a més de produir quatre singles històrics, The Logical Song, Take the Long Way Home, Goodbye Stranger i Breakfast in America, tots ells top 20 als Estats Units. Al març, el grup es va embarcar en una gira de 120 concerts que va trencar tots els rècords d'assistència pel que fa als seus concerts anteriors tant a Amèrica del Nord com a Europa. A l'acabar la gira, els membres de el grup van decidir prendre un temps de descans. Des de llavors, s'han venut més de 20 milions de còpies de l'àlbum en tot el món.
Per evitar un llarg espai entre àlbums durant l'etapa de descans, el grup va publicar "Paris", un doble disc en directe gravat en la seva majoria al Pavillon de París, França, en el qual la banda va donar testimoniatge de l'encert a millorar les versions d'estudi de les seves cançons, i que va aconseguir el lloc vuit a la llista nord-americana Billboard 200. La versió en directe del senzill "Dreamer" va reportar a el grup el seu segon número u al Canadà després de "The Logical Song" i va entrar al top 20 en la llista nord-americana Billboard Hot 100. Curiosament, en comptes de centrar-se en cançons del més recent i reeixit Breakfast in America, van incloure gairebé totes les de Crime of the Century, testament de la importància que aquest treball va suposar per a la carrera del grup. Les diferències estilístiques entre Davies i Hodgson a l'hora de cantar i escriure lletres els va proporcionar a aquests discs un contrapunt interessant, contrastant les cançons de Davies, sobre relacions trencades (Another Man's Woman, From Now On, Goodbye Stranger), amb la introspecció malenconiosa de Hodgson (Dreamer, School, Fool's Overture, The Logical Song).
Durant aquest període, Hodgson va traslladar la seva família a la zona muntanyosa del nord de Califòrnia, on va construir una casa i un estudi de gravació. A més, va començar a passar més temps amb la seva família i a mostrar interès per l'espiritualitat, gravant de forma paral·lela als treballs del grup Sleeping with the Enemy, un primer àlbum en solitari que mai es va arribar a publicar. El distanciament geogràfic va ampliar la separació pel que fa a la resta de el grup, i durant l'enregistrament del seu següent treball, ... Famous Last Words ..., Davies i Hodgson van trobar dificultats per conciliar les seves respectives idees musicals. ... Famous Last Words ... va ser publicat a l'octubre de 1982 i va arribar als llocs cinc i sis a les llistes de discs més venuts dels Estats Units i el Regne Unit respectivament. El disc va publicar els senzills My Kind of Lady, que va assolir el lloc 31 a la llista Billboard hot 100, i l'èxit  It's Raining Again, que va arribar al número 1 a França i Canada, al número 11 al Billboard Hot 100, i al 26 dels UK Single Charts. Després d'una gira mundial el 1983, Hodgson va anunciar públicament que no continuaria amb el grup. No obstant això, Hogdson va pensar que era moment de fer alguns canvis i, com que no va aconseguir convèncer la resta del grup, va decidir trencar l'equilibri i abandonar el grup després de la gira de l'àlbum Famous Last Words (1982). Segons el propi músic, la seva sortida de Supertramp va estar motivada pel desig de passar més temps amb la seva família i emprendre una carrera en solitari, i que mai va haver problemes personals o professionals entre Davies i ell.

### Després de la ruptura (1983-1988)
Després de deixar el grup el 1983, Hogdson començaria immediatament una carrera en solitari, obtenint un cert èxit inicial amb la cançó Had A Dream (Sleeping With the Enemy) del seu primer disc In the Eye of the Storm, el 1984.
Diverses circumstàncies adverses van fer que, a poc a poc, la rellevància que havia tingut el grup s'anés diluint amb el temps. El que quedava de Supertramp va continuar treballant, i el 25 de Maig de 1985 van llançar Brother Where You Bound. Aquest disc va incloure un single d'èxit, Cannonball, arribant al lloc nº 28 del Billboard Hot 100, i la cançó que donava nom al disc, una llarga suite de més de setze minuts, que comença amb les paraules de 1984 de George Orwell, molt crítica contra el maccarthisme i la guerra freda, en la qual col·laborà David Gilmour, de Pink Floyd, a la guitarra solista i Scott Gorham de Thin Lizzy a la guitarra rítmica. L'àlbum va assolí el lloc 21 en les llistes d'èxits nord-americanes Billboard 200

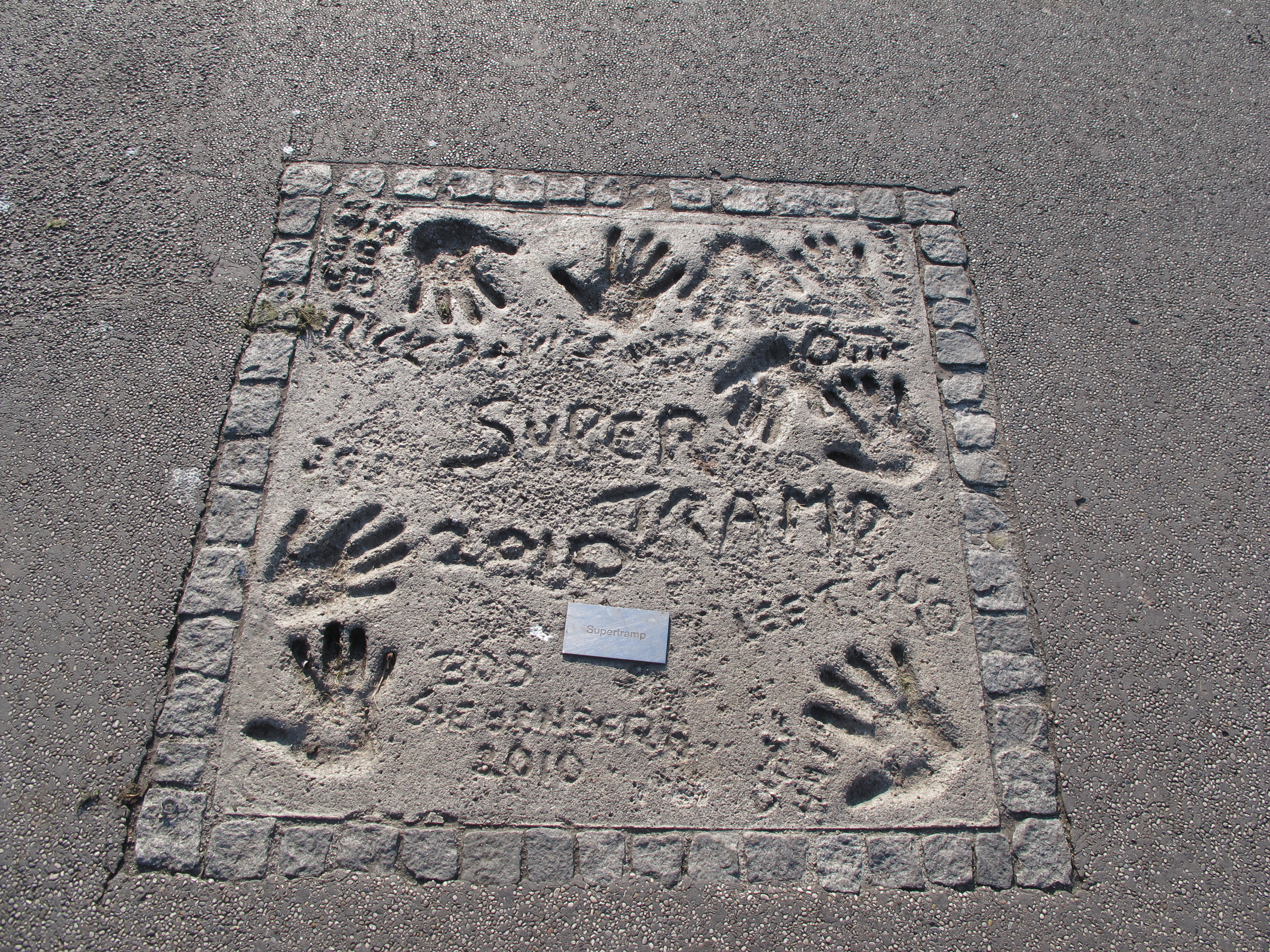
Handprints de Supertramp a Olympiapark, Múnic

El seu següent treball, l'àlbum Free As a Bird publicat el 1987 va incloure més rock clàssic de Davies. Paradoxalment la cançó I'm Beggin' You, un tema amb ritmes de música dance, va arribar el 9 de gener de 1988 al primer lloc en les llistes de ball americanes US dance charts; un curiós assoliment per a una banda de «rock simfònic».
Després de la marxa de Hodgson, i amb motiu de la gira de Brother Where You Bound, el grup va decidir no interpretar les seves cançons, seguint un suposat acord verbal entre Davies i Hogdson. No obstant això, el públic es va mostrar poc entusiasmat per l'omissió d'aquestes cançons, de manera que en la gira del Free as a Bird van tornar a incloure composicions de Hodgson interpretades per Mark Hart, fet que va provocar la marxa de Dougie Thomson. Després de la gira de 1988, el grup es va separar temporalment. Al respecte, Davies va comentar: "Hem estat aquí prop de vint anys entre enregistraments i gires i semblava el moment de prendre un descans sense idea de com o quan tornarem. En realitat vam decidir no dir res, com si fóssim vells soldats esvaint-nos".

### DeSome Things Never ChangeaSlow Motion(1993–2005)
El 1993, Davies i Hodgson van tornar a tocar junts per primera vegada en deu anys en un homenatge a Jerry Moss, cofundador d'A&M Records, al Beverly Hills Hilton, on van tocar «The Logical Song» i «Goodbye Stranger». Després de l'esdeveniment, tots dos van col·laborar durant sis mesos assajant cançons com «You Win I Lose» i «And the Light», antigues composicions de Davies. No obstant això, la trobada no va fructificar i tots dos van continuar seguint camins per separat.
Els treballs posteriors als anys 1990 de Supertramp i Hodgson van ser menys freqüents i més discrets. No obstant això, després d'un llarg parèntesi de deu anys, el 1997 el productor Jack Douglas es va unir al projecte del grup per a ajudar-los a crear el seu àlbum de retorn Some Things Never Change. Davies va reformar Supertramp amb aquest motiu, i va ajuntar a John Helliwell, Bob Siebenberg i Mark Hart, present des de l'enregistrament de Free as a Bird. Ampliant el grup amb altres quatre músics de sessió, Davies va tornar al so habitual de Supertramp, al març de 1997. Some Things Never Change va arribar al top 10 en països europeus com Suïssa, França i Alemanya però no va entrar en la llista nord-americana Billboard 200.
A Some Things Never Change li va seguir la gira It 's About Time Tour documentada en l'àlbum en directe It Was the Best of Times, gravat al Royal Albert Hall de Londres i publicat a l'abril de 1999. Tres anys després, el 2002, el grup va publicar Slow Motion, el seu últim àlbum d'estudi fins a la data. Slow Motion va ser gravat en la nova llar de Davies a Hampton Bays, després de residir durant més de dues dècades a Los Angeles, usant per primera vegada Pro Tools, i va ser seguit d'una nova gira mundial, després de la qual el grup va tornar a romandre inactiu. Ambdós treballs, han posat Supertramp en el nou segle, encara que sense assolir ni l'èxit ni la popularitat dels anys 70.

### El retorn (2010-Actualitat)

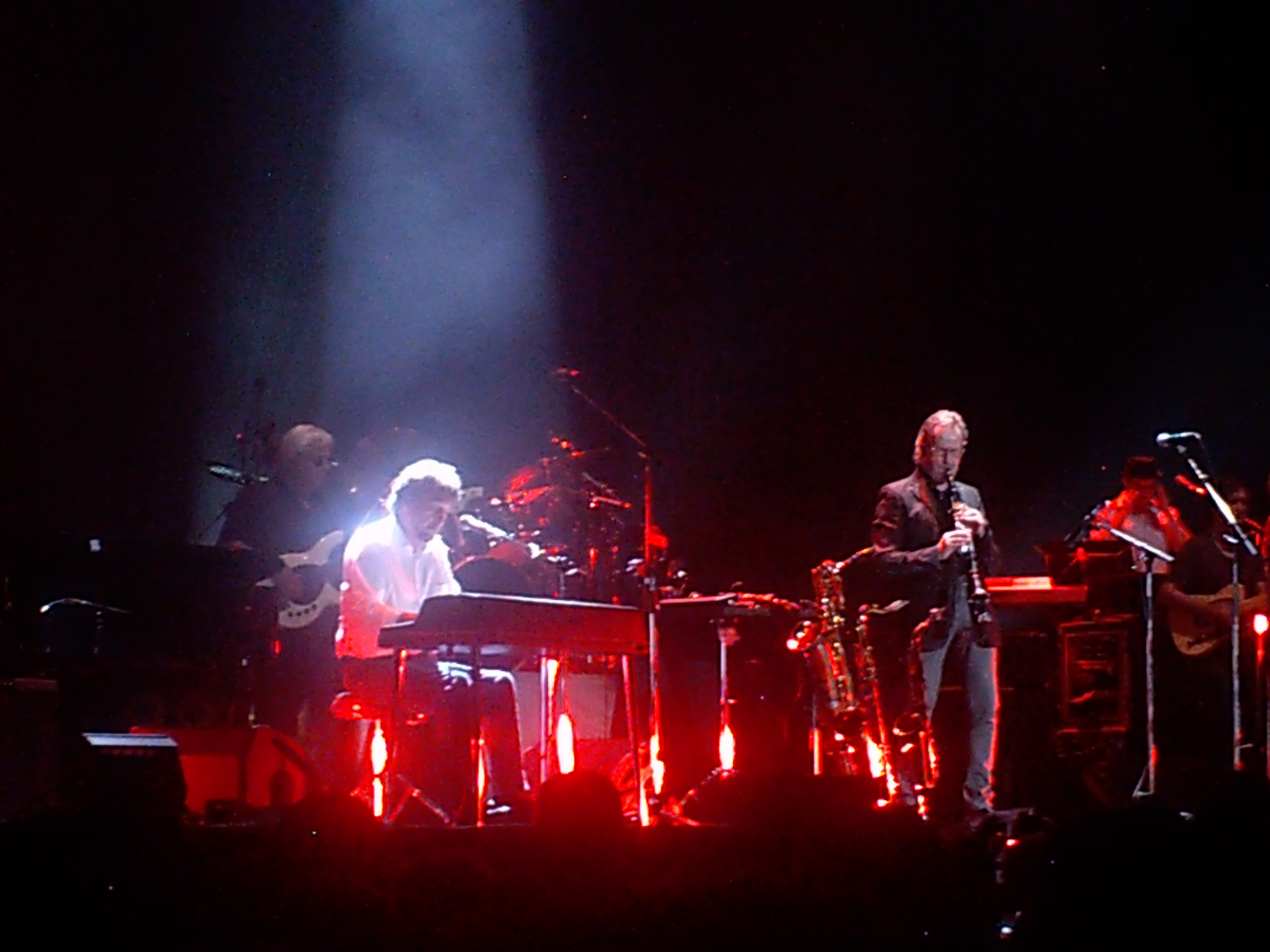
Supertramp al Gelredome. 2010

Després del llançament de Slow Motion, tots els membres de Supertramp a excepció de Rick Davies van realitzar projectes paral·lels al grup. John Helliwell va formar el grup Crème Anglaise al costat de Mark Hart i va publicar un àlbum homònim el 2005, mentre que Bob Siebenberg va formar part de el grup Todd Hannigan And The Heavy 29 's al costat del seu fill Jesse i va treballar a The Glendale River, un àlbum d'estudi.
El 2005, amb motiu de la publicació de Retrospectacle - The Supertramp Anthology, Davies i Hodgson van mantenir diverses reunions per intentar reformar Supertramp que no van arribar a fructificar. Tres anys després, tots dos músics van tornar a trobar-se amb vista a una possible reunió del grup que tampoc va arribar a concretar-se.
Tot i la negativa d'Hodgson, Davies va reformar Supertramp per a la gira 70-10 Tour amb motiu de quarantè aniversari del grup. La inclusió de cançons de Hodgson en la gira, de manera similar a les dues anteriors, va provocar l'enuig de Hogdson, que va declarar que es trencava un acord verbal entre Rick i ell de no interpretar les seves cançons a canvi de mantenir Davies el nom de Supertramp. En resposta, Davies va explicar: "L'única realitat és que hi ha 600 pàgines de documents contractuals que determinen el que podem fer i el que no. Pel que fa a mi, jo compleixo amb la meva part d'aquest acord i interpreto cançons de Supertramp. Això té a veure amb tot el que publiquem junts i interpretem junts sobre un escenari. Per a mi, això també és música de Supertramp".
La gira 70-10 Tour, que va comptar amb l'absència de Mark Hart i la seva substitució per Gabe Dixon, va començar al setembre a Alemanya i es va estendre amb una trentena de concerts per Europa. Un any després, el grup va oferir una gira per Canadà abans de tornar a França, on va oferir el seu concert número 1000.
L'agost de 2012, tot i la reprovació de Hodgson i de Davies, el grup va publicar el DVD Live in Paris '79, amb material audiovisual inèdit filmat durant els concerts de París a la gira del Breakfast in America. El llançament, promogut per la resta de membres de Supertramp, va obtenir un notable èxit comercial en aconseguir el primer lloc en les llistes de DVD més venuts de països com Alemanya, Bèlgica, Noruega, Àustria, Països Baixos i Suïssa. Les vendes va arribar a les 100.000 còpies.
El 2015, el grup va tornar a reformar-se amb motiu de la gira Supertramp Forever Tour, que finalment va ser suspesa per problemes de salut de Rick Davies, (va patir un mieloma múltiple). En l'actualitat, ja està recuperat de la seva malaltia i fa petits concerts sota la banda Ricky & The Rockets, creada amb antics membres de Supertramp; Mark Hart, Carl Verheyen y Marty Walsh, i altres reconeguts músics com el guitarrista G.E. Smith i el baixista Mike Reilly, en la què toquen peces de blues i del seu repertori de sempre.

## Membres

### 1970-1971
- Rick Davies: veu, piano, harmònica i teclats
- Roger Hodgson: veu, piano, guitarres, baix, teclats i violoncel
- Richard Palmer: veu, guitarra elèctrica, guitarra acústica i balalaica
- Robert Millar: percussió harmònica

### 1971-1972
- Rick Davies: veu, piano, harmònica i teclats
- Roger Hodgson: veu i guitarres
- Frank Farrell: baix, pìano, acordió i cors
- Kevin Currie: percussió
- Dave Winthrop: veu, flauta i saxòfon

### 1973-1983
- Rick Davies: veu, piano, harmònica i teclats
- Roger Hodgson: veu, piano, guitarres i teclats
- Dougie Thomson: baix
- Bob Siebenberg: bateria i percussió
- John Helliwell: saxòfon, teclats, melòdica i cors

### 1984-1988
- Rick Davies: veu, piano, harmònica i teclats
- Dougie Thomson: baix
- Bob Siebenberg: bateria i percussió
- John Helliwell: saxòfon, teclats, melòdica i cors

### 1997
- Rick Davies: veu, piano, harmònica i teclats
- Bob Siebenberg: bateria i percussió
- Mark Hart: veu, teclats i guitarres
- John Helliwell: saxòfon, teclats, melòdica i cors
- Carl Verheyen: guitarra
- Lee Thornburg: trombó, trompeta i cors
- Cliff Hugo: baix
- Tom Walsh: percussió

### 1997-2002
- Rick Davies: veu, piano, harmònica i teclats
- Bob Siebenberg: bateria i percussió
- Mark Hart: veu, teclats i guitarres
- John Helliwell: saxòfon, teclats, melòdica i cors
- Carl Verheyen: guitarra
- Lee Thornburg: trompeta, trombó i cors
- Cliff Hugo: baix
- Jesse Siebenberg: cors, percussió i guitarra acústica

## Discografia
- 1970: Supertramp (A&M Records. LP, CD)
- 1971: Indelibly Stamped (A&M Records. LP, CD)
- 1974: Crime of the Century (A&M Records. LP, CD)
- 1975: Crime and Crisis at the BBC (En directe. Wembley 1975)
- 1975: Crisis? What Crisis? (A&M Records. LP, CD)
- 1977: Even in the Quietest Moments… (A&M Records. LP, CD)
- 1979: Breakfast in America (A&M Records. LP, CD)
- 1979: Breakfast In America (Remasteritzat per MFSL, EUA, Ultradisc)
- 1980: Paris (En directe. A&M Records. LP, CD, DVD)
- 1982: ...Famous Last Words... (A&M Records. LP, CD)
- 1985: Brother Where You Bound (A&M Records. LP, CD)
- 1986: The Autobiography of Supertramp (Compilació. A&M Records. LP, CD)
- 1987: Classics Vol 9 (Compilació. A&M Records. CD)
- 1987: Free as a Bird  (A&M Records. LP, CD)
- 1988: Live '88 (En directe. A&M Records. Cassette)
- 1990: The Very Best of Supertramp (Compilació. A&M Records)
- 1992: The Very Best of Supertramp 2 (Compilació. A&M Records)
- 1997: Some Things Never Change (EMI/Oxygen (EUA). LP, CD)
- 1999: It Was the Best of Times (En directe. Versió 1 CD. EMI. CD)
- 1999: It Was the Best of Times (En directe. Versió 2 CDs. EMI. CD)
- 2001: Is Everybody Listening? (En directe. Pilot/Big Daddy, 2CD)
- 2002: Slow Motion (EMI/Oxygen (EUA). LP, CD)
- 2005: Retrospectacle (Compilació. Versió 1 CD. A&M Records. CD)
- 2005: Retrospectacle (Compilació. Versió 2 CDs. A&M Records. CD)